# Copa Argentina de Básquet
La Copa Argentina de Básquet (in italiano: Coppa Argentina di Pallacanestro) era una competizione nazionale di pallacanestro professionistico maschile argentino per club. La competizione, gestita dalla Federazione cestistica dell'Argentina, vedeva la partecipazione delle squadre della massima serie, la Liga Nacional de Básquet (LNB), e di quelle del Torneo Nacional de Ascenso, la seconda divisione argentina.

## Storia
Il torneo si svolgeva tradizionalmente nel mese di settembre e vedeva la partecipazione di tutte le squadre appartenenti alle prime due divisioni nazionali del basket argentino: la Liga Nacional de Básquet (nota anche come Liga A) e il Torneo Nacional de Ascenso (la seconda categoria).
La prima edizione della Coppa si tenne nel 2002, alla stagione inaugurale oltre alle squadre delle prime due divisioni parteciparono anche due squadre della Primera Nacional B, all'epoca il terzo livello del campionato argentino. Il quadrangolare finale della prima edizione si disputò presso lo Stadio Once Unidos di Mar del Plata, dove il Boca Juniors si laureò primo campione della competizione.
Nel corso della storia della competizione si sono disputate nove edizioni della Copa Argentina , e solo cinque squadre sono riuscite ad aggiudicarsela. Il club più titolato è stato il Boca Juniors, che ha trionfato in cinque occasioni, dimostrando un notevole dominio nella manifestazione. Gli altri vincitori sono stati: Regatas Corrientes, Atenas Córdoba, Quimsa e Peñarol M. d. Plata, ognuno con un solo titolo conquistato.
Nel 2010 si disputò quella che sarebbe stata l'ultima edizione della coppa, che vide la vittoria del titolo da parte del Peñarol M. d. Plata.
Nel 2011, la Copa Argentina non si è disputata a causa della concomitanza con il FIBA Americas Championship 2011, tenutosi dal 30 agosto all’11 settembre nella città di Mar del Plata. L’importanza e la centralità dell’evento internazionale, che vedeva protagonista la nazionale argentina impegnata nella qualificazione olimpica, hanno reso impossibile l’organizzazione del torneo nazionale, che è stato pertanto cancellato per quell’anno. La competizione non si svolse più dopo la cancellazione dell'edizione 2011, perché sostituita da altre competizioni.

## Formato
Il torneo era strutturato in più fasi e si concludeva con un quadrangolare finale disputato in una sede unica, che determinava il campione. Nel corso delle varie edizioni, il formato della competizione ha subito alcune modifiche, ma sono rimasti costanti due elementi fondamentali: la vicinanza geografica tra le squadre, criterio principale per la composizione dei gruppi o degli accoppiamenti, e la fase finale a quattro squadre per l’assegnazione del titolo.
Le prime edizioni
Nelle edizioni iniziali, il torneo prevedeva una struttura ad eliminazione diretta, che portava a qualificare quattro squadre per la fase finale, organizzata come un quadrangolare in campo neutro.
Periodo 2006–2009
Tra il 2006 e il 2009, il torneo adottò una nuova formula nella prima fase: le squadre venivano suddivise in otto gruppi, all’interno dei quali si affrontavano con gare di andata e ritorno, secondo il formato del girone all’italiana.
Le modalità della seconda fase variarono nel corso degli anni:
- Nel 2006, 2007 e 2008, si passava a una fase a eliminazione diretta con serie al meglio delle tre partite.
- Nel 2009, invece, la seconda fase fu strutturata in quadrangolari per zona, divisi tra Zona Nord e Zona Sud, per individuare le finaliste[7].

L’ultima edizione
Nell’ultima edizione disputata della Copa Argentina, si ritornò alla formula a eliminazione diretta al meglio delle tre gare sin dalla prima fase. Al termine di questo percorso si qualificavano quattro squadre, che prendevano parte al consueto quadrangolare finale per decretare il vincitore del trofeo.

## Albo d'oro
| Anno | Sede finali                             | Campione            | Secondo posto       | Note          |
| ---- | --------------------------------------- | ------------------- | ------------------- | ------------- |
| 2002 | Estadio Once Unidos (Mar del Plata)     | Boca Juniors        | Atenas Córdoba      | [ 3 ]         |
| 2003 | Polideportivo Carlos Cerutti (Córdoba)  | Boca Juniors        | Atenas Córdoba      | [ 8 ]         |
| 2004 | Estadio Luis Conde (Buenos Aires)       | Boca Juniors        | River Plate         | [ 9 ]         |
| 2005 | Estadio Héctor Etchart (Buenos Aires)   | Boca Juniors        | River Plate         | [ 10 ] [ 11 ] |
| 2006 | Estadio Cubierto (Rosario)              | Boca Juniors        | Peñarol M. d. Plata | [ 12 ]        |
| 2007 | Polideportivo Municipal (Monte Hermoso) | Regatas Corrientes  | Peñarol M. d. Plata | [ 13 ]        |
| 2008 | Estadio Osvaldo Casanova (Bahía Blanca) | Atenas Córdoba      | Peñarol M. d. Plata | [ 14 ]        |
| 2009 | Gimnasio Municipal 1 (Trelew)           | Quimsa              | G. de Comodoro      | [ 15 ]        |
| 2010 | Estadio Ciudad (Santiago del Estero)    | Peñarol M. d. Plata | Unión de Formosa    | [ 4 ] [ 16 ]  |

## Titoli per squadra
| Squadra             | Titoli | 2° posto | Edizioni vinte               | Edizioni secondo posto |
| ------------------- | ------ | -------- | ---------------------------- | ---------------------- |
| Boca Juniors        | 5      | -        | 2002, 2003, 2004, 2005, 2006 | -                      |
| Peñarol M. d. Plata | 1      | 3        | 2010                         | 2006, 2007, 2008       |
| Atenas Córdoba      | 1      | 2        | 2008                         | 2002, 2003             |
| Regatas Corrientes  | 1      | -        | 2007                         | -                      |
| Quimsa              | 1      | -        | 2009                         | -                      |
| River Plate         | -      | 2        | -                            | 2004, 2006             |
| G. de Comodoro      | -      | 1        | -                            | 2009                   |
| Unión de Formosa    | -      | 1        | -                            | 2010                   |